# Astragalus casei
Astragalus casei är en ärtväxtart som beskrevs av Asa Gray. Astragalus casei ingår i släktet vedlar, och familjen ärtväxter. Inga underarter finns listade i Catalogue of Life.

## Bildgalleri

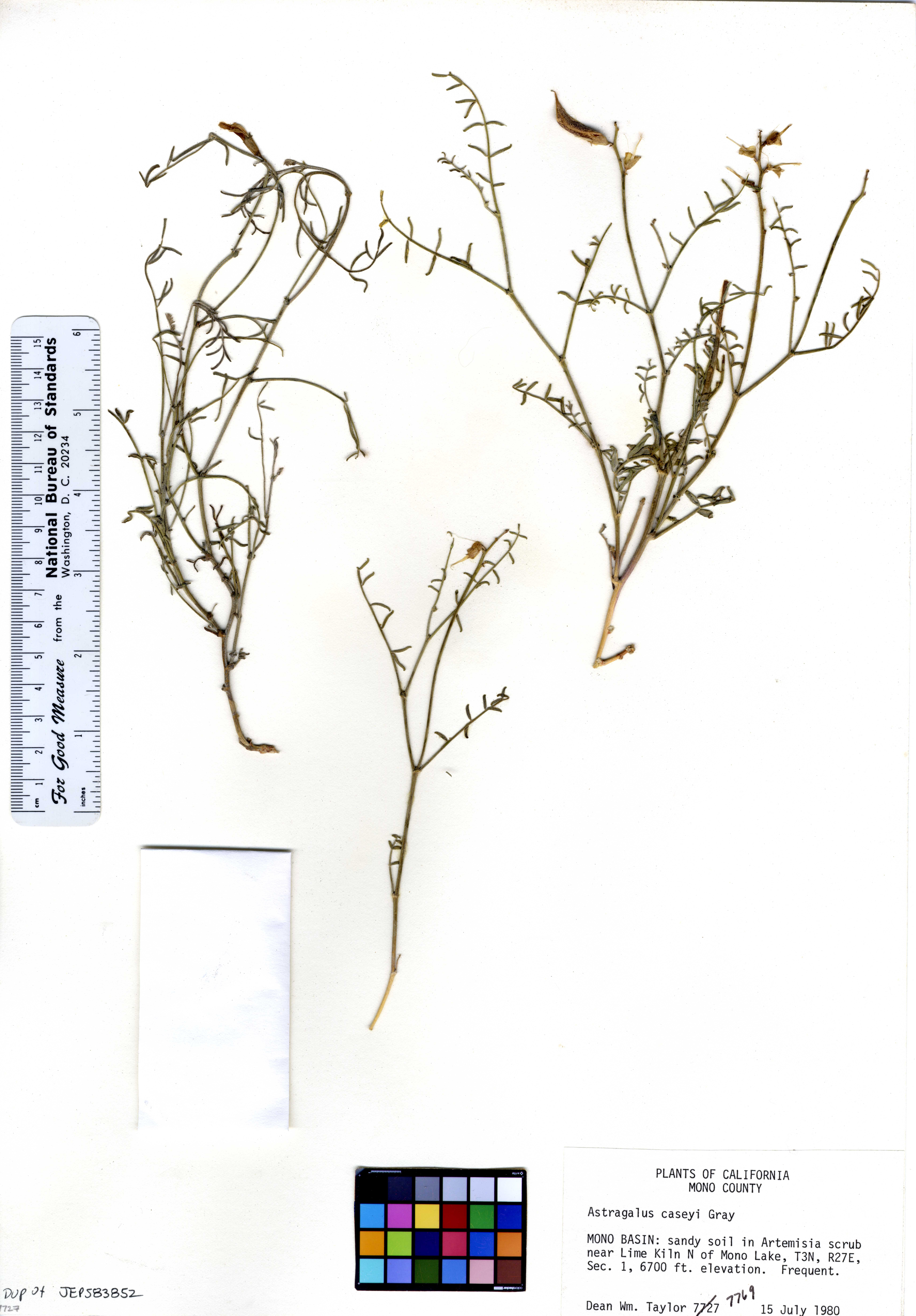